# Xylorhiza dohrni
Xylorhiza dohrni är en skalbaggsart som beskrevs av Lansberge 1880. Xylorhiza dohrni ingår i släktet Xylorhiza och familjen långhorningar. Inga underarter finns listade i Catalogue of Life.